# Sean Rosenthal
Sean Rosenthal (* 19. Juni 1980 in Redondo Beach (Kalifornien)) ist ein US-amerikanischer Beachvolleyballspieler.

## Karriere
Sean Rosenthal spielte seit 1997 auf der US-amerikanischen AVP Tour und seit 2003 auch international auf der FIVB World Tour. Von 2003 bis 2005 spielte er mit Larry Witt und gewann in dieser Zeit auch seine ersten AVP-Turniere. Von 2006 bis 2013 spielte Rosenthal mit Jacob Gibb, mit dem er die FIVB-Open Turniere 2006 in Acapulco und 2008 in Prag gewann. Bei den Olympischen Spielen 2008 in Peking landeten Gibb/Rosenthal auf Platz fünf, nachdem man im Viertelfinale an den späteren Bronzemedaillengewinnern Ricardo/Emanuel scheiterte. Bei den Weltmeisterschaften gelang ihnen 2007 in Gstaad ein fünfter Platz, 2009 in Stavanger ein neunter Platz und 2011 in Rom ein 17. Platz. Das letzte gemeinsame Jahr 2012 war das erfolgreichste von Gibb/Rosenthal: Nach zwei Grand Slam Siegen auf der FIVB World Tour in Rom und Gstaad belegten sie Platz fünf bei den Olympischen Spielen in London und wurden schließlich auch FIVB Tour Champion.
Sean Rosenthal spielte ab 2013 mit Phil Dalhausser und gewann die Fuzhou Open sowie die Grand Slams in Rom und Long Beach. Bei der WM 2013 in Stare Jabłonki landeten Dalhausser/Rosenthal auf Platz neun. 2014 gewannen die Amerikaner die Grand Slams in Stavanger, Gstaad und Long Beach. Nachdem Phil Dalhausser 2015 verletzungsbedingt ausgefallen war, bildete Rosenthal auf der FIVB Tour zunächst mit Stafford Slick und später mit Theodore Brunner sowie Jeremy Casebeer neue Teams. 2017 war Trevor Crabb Rosenthals Partner, mit dem er beim FIVB 3-Sterne-Turnier in Xiamen Platz fünf erreichte. 2018 spielte Rosenthal mit dem ehemaligen Basketballprofi Chase Budinger zusammen.

## Privates
Sean Rosenthal ist der Zweitälteste von sieben Geschwistern.